# ジュール・デバケス
ジュール・エメ・デバケス（Jules Aimé Devaquez、1899年3月9日 - 1971年6月11日）は、フランス・パリ出身の元同国代表サッカー選手、元サッカー指導者。現役時代のポジションはFW。

## 経歴
現役時代は主に右のウイングでスピードと優れたドリブルを武器にプレーし、1920年代から30年代のオリンピック・マルセイユやOGCニースなどで活躍した。また、1920年1月18日に行われたイタリア代表との親善試合でフランス代表デビューを飾ると、国際Aマッチ41試合12得点という記録を残した。
現役引退後はモンペリエHSCや古巣マルセイユなどで監督を務め、1949年にサッカー界から退いて以降はリヨンにて、ルノーのディーラーとして生計を立てていた。

## タイトル

### クラブ
オリンピック
- クープ・ドゥ・フランス : 1回 (1917-18)

マルセイユ
- クープ・ドゥ・フランス : 2回 (1925-26, 1926-27)